# 达列尔·库贾耶夫
达列尔·阿季亚莫维奇·库贾耶夫（俄语：Далер Адьямович Кузяев，發音：[dɐˈlʲer ɐˈdʲjaməvʲɪtɕ kʊˈzʲæ(j)ɪf]；1993年1月15日—）是俄罗斯一位有鞑靼人血统的足球运动员，目前效力于勒阿弗尔竞技俱乐部，他也是俄羅斯國家足球隊成員。他在場上的位置是中场以及右中场。